# Stine (Fontane)

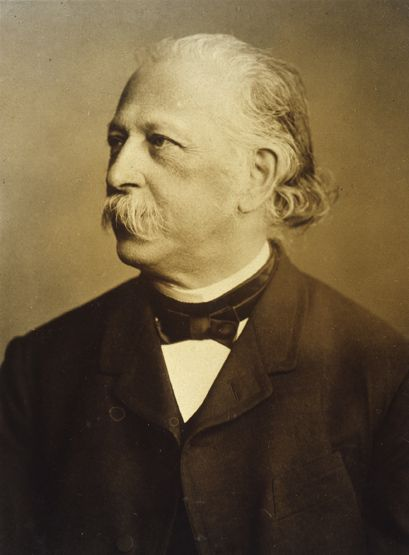
Theodor Fontane, 1890
Foto von Julius Cornelius Schaarwächter

Stine ist ein von Theodor Fontane zwischen 1881 und 1888 verfasster Roman, der im Berlin der Gründerzeit spielt.
Er wurde im Jahrgang 1889/1890 der Zeitschrift Deutschland. Wochenschrift für Kunst, Literatur, Wissenschaft und soziales Leben vorabgedruckt. Die erste Buchausgabe erschien im April 1890 im Verlag seines Sohnes Friedrich (Friedrich Fontane & Co., Berlin).
Stine zählt zu Fontanes realistischen Romanen, die sich dem märkischen Adel und dem Berliner Kleinbürgertum in einer innerlich brüchigen Zeit widmen. Fontane machte wie in seinem 1888 erschienenen Roman Irrungen, Wirrungen die unmenschlichen Grenzen der Standesgesellschaft zum Thema und löste erneut einen Skandal aus. Obwohl dieser Roman, wie er es selbst an seinen befreundeten Kritiker Paul Schlenther schrieb, „bei Lichte besehen, (…) noch harmloser als Irrungen, Wirrungen ist“, konnte Stine erst im Jahr 1890 erscheinen.

## Zur Entstehung
Die beachtliche Entstehungszeit von rund sieben Jahren beschreibt den für Fontane typischen Arbeitsstil beim Verfassen von epischen Texten. Er arbeitete oftmals nur bruchweise und in Schüben an seinen Romanen und Novellen und legte absichtlich Pausen ein, teilweise über Jahre hinweg, in denen er seine Schaffenskraft anderen Werken widmete. Daran im Anschluss folgten in der Regel etliche Korrekturvorgänge und Verbesserungen.
Aus Fontanes Briefzeugnis an den Publizisten und Schriftsteller Theodor Wolff 1888 ist nachzuvollziehen, dass schon nach frühen Anfängen an Stine im Jahr 1881 verschiedene Arbeiten folgten und Fontane erst 1885 in einem wahren Arbeitsschub die Hauptkapitel (bis zu dem Dialog der Witwe Pittelkow mit dem Grafen Sarastro am Ende der Novelle) verfasste und mit abermaligem Zwischenschub 1888 Stine fertigstellte. Dazwischen schrieb er unter anderem an „Irrungen, Wirrungen“, das als Buchausgabe schon zwei Jahre früher erschien.

Die restliche Zeit jedoch, von 1888 bis zum Vorabdruck in der Zeitschrift Deutschland. Wochenschrift für Kunst, Literatur, Wissenschaft und soziales Leben, ist auf die mangelnde Akzeptanz vieler Kritiker und potentieller Herausgeber für die neue Novelle zurückzuführen. Dabei spielte einerseits der aufsehenerregende und heftig kritisierte Vorgänger eine wichtige Rolle, der aufgrund der brisanten Thematik der Mesalliance zwischen Adel und dem Kleinbürgertum und der moralischen Erhabenheit des Bürgers gegenüber dem Adel für viel missliche Kritik sorgte. Auch in Stine wurde diese Thematik abermals aufgegriffen und sogar in ihrer Wirkung verstärkt.

Doch nicht nur die gesellschaftliche Brisanz spielte eine hemmende Rolle, sondern auch die poetische und schriftstellerische Qualität, insbesondere die Ausgestaltung der vermeintlichen Hauptcharaktere und ihre gemeinsame Liebesgeschichte. Auf Grund der zeitlichen Erscheinungsfolge und der thematischen Parallelen musste sich Stine zwangsläufig dem Vergleich mit „Irrungen, Wirrungen“ stellen.

Dabei wurde vor allem die Beschreibung des Charakters der Stine bemängelt, aber auch die im Vergleich zu „Irrungen, Wirrungen“ nur kurz gehaltene und weniger ins Detail greifende Liebschaft zwischen Stine und Waldemar. Selbst Fontane wurde dieser Kritik einsichtig und schrieb diesbezüglich in einem Brief an den Verleger Paul Schlenther: „Stine bleibt als Figur weit hinter Lene zurück und da sie Hauptheldin ist und dem Ganzen den Namen gibt, hat das Ganze mit darunter zu leiden“, bzw. in einem anderen an Emil Dominik: „Es ist ein nicht so breites, weite Kreise umfassendes Stadt- und Lebensbild wie ‚Irrungen, Wirrungen‘, aber an entscheidender Stelle energischer, wirkungsvoller.“ Jedoch auch die Entscheidung, den Namen Stines als Buchtitel zu verwenden, obwohl Fontanes Intention nicht die war, Stine in den Vordergrund zu stellen und als Hauptcharakter darzustellen, stiftete gewiss Verwirrung und falsche Erwartungen. Fontane hierzu im selben Brief: „Die Hauptperson ist nicht Stine, sondern deren ältere Schwester: Witwe Pittelkow.“ Vermutlich konnte auch deshalb Stine dem Vergleich mit Magdalene Nimptsch nicht standhalten.

## Realer Hintergrund
Ein Zusammenhang mit realen Charakteren aus der Zeit Fontanes, beziehungsweise realen Vorgängen, die ihm als Anregung hätten dienen können (wie im Allgemeinen üblich bei seinen Werken), lässt sich aus der Erwähnung des Königsmarckschen Palais’ bzw. eines seiner Bewohner im zwölften Kapitel des Romans erschließen. Fontane verkehrte im Salon der Familie von Putlitz und war darüber informiert, dass Stephan Gans zu Putlitz, der durch einen Reitunfall kurz vor seiner Hochzeit gesundheitlich geschädigt war, sich im Sommer 1883 das Leben genommen hatte, obwohl die Familie diesen Vorfall zu vertuschen versuchte und stattdessen behauptete, es habe sich um ein unglücklich verlaufendes Duell gehandelt.
Fontanetypisch besitzen einige Namen im Buch Gemeinsamkeiten mit in der Realität vorkommenden Orten beziehungsweise Familiennamen. Der Name der Vermieter der Pittelkows, Familie Polzin, ist ein bekannter Berliner Stadtname und ein pommerscher Ortsname zugleich. Die aus Mozarts Oper „Die Zauberflöte“ stammenden Namen Papageno und Sarastro dienen dem Grafen und dem Baron als sarkastische Necknamen. Der Nachname Grützmacher der alten Freundin von Stines Schwester Pauline ähnelte einer im Volksmund üblichen Bezeichnung eines in der Nähe der Invalidenstraße (Wohnort der Pittelkows) liegenden Exerzierplatzes. Rehbein, der Geburtsname der Pauline Pittelkow, ist gleich dem Namen einer Pferdekrankheit.

## Handlung
Die Handlung wird auf den August 1877 oder 1878 datiert.

### Kompakt
Die junge Ernestine Rehbein, genannt Stine, lebt in einfachen, kleinbürgerlichen Verhältnissen. Sie lebt in einem Wohnhaus in der Invalidenstraße 98e in Berlin zwei Stockwerke über der Wohnung ihrer verwitweten Schwester Pauline, die zwei Kinder von zwei verschiedenen Männern hat. Bei einem abendlichen Diner, mit dem Pauline in kleiner Gesellschaft den Pflichten ihrer Liaison mit dem alten Grafen Haldern nachkommt, lernt Stine den kränklichen, jungen Grafen Waldemar Haldern kennen. Dieser verliebt sich in Stine und fängt an um sie zu werben, indem er sie zu besuchen beginnt. Da diese Verbindung ihrer Schwester suspekt wird, rät sie Stine zur Besonnenheit, um nicht ins Gerede zu kommen, ein außereheliches Verhältnis zum Grafen zu haben. Derweil berät sich Graf Haldern mit seinem Onkel über seinen Plan, Stine zur Frau zu nehmen. Dieser rät ihm davon ab, da es die Ächtung seiner Familie nach sich ziehen würde. Der junge Graf von Haldern ist fast schon bereit, dieses Risiko auf sich zu nehmen. Als jedoch auch Stine ihm ihre Zusage zur Hochzeit verwehrt, begeht er kurz darauf Selbstmord. Stine reist zu seiner Beerdigung und kehrt mitgenommen zu ihrer Schwester zurück.

### Ausführlich
Erstes Kapitel: Einführung und Beschreibung der Umgebung und Lebensverhältnisse der Pittelkows sowie erste Charakterzeichnungen der älteren Schwester Pauline.

Pauline Pittelkow, Geliebte des Grafen Sarastro, erhält einen Brief desselben, mit dem er sich selbst ankündigt. Pauline, die mit ihren gut dreißig Jahren immer noch eine Schönheit ist, bereitet den Abend vor und schickt ihre Tochter Olga mit einem Einladungsbrief zu ihrer langjährigen Freundin, der Theaterschauspielerin Wanda Grützmacher.
Zweites Kapitel: Einführung und Charakterbeschreibung der Polzins und Paulines Schwester Ernestine Rehbein, die in der Regel nur Stine genannt wird.
Pauline geht zu ihrer Schwester Stine, die im selben Haus wohnt, und berichtet ihr von dem Brief des Grafen. Man erfährt, dass Graf Sarastro seinen Neffen Waldemar und den Baron Papageno mitbringt und sich wünscht, dass Wanda sowie Stine diesem Abend beiwohnen sollen.
Drittes Kapitel: Einführung und Charakterbeschreibung von Wanda Grützmacher.
Olga läuft mit dem Einladungsbrief zu Wanda und überreicht ihr diesen. Wanda sagt zu.
Viertes Kapitel: Beschreibung der Wohnverhältnisse Paulines und Erläuterungen ihrer Beziehung zu Wanda. Pauline trifft die letzten Vorbereitungen. Allmählich treffen alle Gäste ein, erst Wanda und dann die drei Herren. Gemeinsames Essen am Tisch und erste Gespräche zwischen den Protagonisten, wobei vor allem Graf Sarastro die Plaudereien anführt und das Gesprächsthema mit Intimitäten und herablassenden Anspielungen auf Pauline und Wanda lenkt.
Fünftes Kapitel: Der Abend wird auf dem Sofa fortgesetzt und die Stimmung wird immer ausgelassener. Graf Sarastro, der weiterhin die Gespräche führt, wird in seiner Sprache immer intimer und anzüglicher. Ferner beschließen alle eine Kartoffelkomödie aufzuführen. Wanda übernimmt die Federführung und spielt Judith aus dem alttestamentlichen Holofernes-Stoff, was in Anlehnung an die Thematik des Buches ein tragisches Liebesspiel ist. Der restliche Abend verläuft mit einem Kartenspiel und dem Singen von Liedern. Erste Anzeichen von gegenseitiger Zuneigung sind bei Stine und Graf Waldemar festzustellen.
Sechstes Kapitel: Die Gäste verlassen Paulines Wohnung. Stine und ihre Schwester lassen den Abend Revue passieren und unterhalten sich über Wanda und die drei Herren.
Siebtes Kapitel: Zwei Tage später ist Graf Waldemar auf dem Weg, Stine in ihrer Wohnung zu besuchen. Während er vor der Tür steht und Stine ihn hereinlässt, beobachtet die Vermieterin Emilie Polzin die Szene und gibt mit ihrem Kommentar einen Ausblick auf das weitere Geschehen. Ferner gibt sie eine erste Anspielung auf Waldemars schwachen und kränklichen Gesundheitszustand.
Achtes Kapitel: Langer und aussagekräftiger Dialog zwischen Stine und Waldemar.
Stine, die davon ausgeht, dass Waldemar sie nur aus demselben Grund besucht wie Graf Sarastro Pauline, stellt klar, dass sie im Gegensatz zu Pauline ein „ordentliches Mädchen“ ist. Waldemar stellt auch seine Absichten klar, die sich keinesfalls mit denen seines Onkels decken. Er war fasziniert vom Verhalten Stines bei dem Abend und will nichts anderes als ihr helfen, um sie aus ihrer Umgebung und ihrem vermeintlich armen Leben zu befreien. Ferner erfährt der Leser zum ersten Mal in dem Buch viel über die beiden Charaktere, aber auch über den Werdegang von Pauline (Stine erzählt Waldemar davon) und die Rechtfertigung ihres Lebensstils als Geliebte. Waldemar fragt Stine, ob sie ihm erlaube, sie weiterhin zu besuchen. Sie sagt zwar nicht zu, verbietet es dem Grafen aber auch nicht. Später bereut sie ihre Zögerlichkeit und fühlt sich an ihre Mutter erinnert, der sie am Sterbebett versprochen hat, ein „ordentliches“ Leben zu führen.

Auch dieses Mal hat Emilie Polzin dem Schauspiel zugelauscht und kommentiert ihre Meinung ihrem Mann.
Neuntes Kapitel: Waldemar besucht Stine jetzt regelmäßig. In ihren Gesprächen erfährt der Leser über die schönen Momente in Stines einfachem Leben, aber auch von dem im Gegensatz dazu eher unglücklichen Lebensweg von Waldemar, der unter seiner strengen und öden Erziehung litt, seiner Zeit im Regiment und seiner schweren Verwundung im Krieg.
Zehntes Kapitel: Pauline besucht Stine und sie reden über Waldemar. Dabei beschreibt Stine ihn als einen herzensguten Menschen, aber ohne Glück. Er habe nie Menschlichkeit erfahren können, weder von seinen Eltern noch von seinen Vorgesetzten und Kameraden. Dies sei jedoch bei Stine das Gegenteil. Aus diesem Grund sei er so fasziniert von ihr und liebe sie. Pauline dagegen versucht Stine zu warnen und sie zu überzeugen, dass solch eine Liebschaft nie Gutes bringe, vor allem dann, wenn das Herz mitspielt. Stine, trotz aller Bedenken, will das nahende Unglück nicht kommen sehen und wimmelt ab.
Elftes Kapitel: Waldemar besucht Papageno, um ihn um einen Gefallen zu bitten. Waldemar hat beschlossen, Stine um ihre Hand anzuhalten und mit ihr gemeinsam ein neues Leben anzufangen. Er weiß, dass seine Eltern diesem Schritt nicht zustimmen und ihn verstoßen werden. Dennoch ist es ihm wichtig, dass wenigstens sein Onkel, Graf Sarastro, ihm ein gewisses Maß an Verständnis entgegenbringt. Er soll seinen Fürsprecher spielen, der Waldemar einen Rest familiärer Liebe zubilligt. Waldemar will von Papageno, der seinen Onkel sehr gut kennt, wissen, ob Graf Sarastro dazu fähig sein könnte. Papageno allerdings kann ihm keine genaue Antwort auf seine Frage geben. Er kenne Sarastros unbeständigen Charakter und kann sich genauso eine Zustimmung wie eine Ablehnung vorstellen. Das reicht jedoch, um in Waldemar einen kleinen Funken Hoffnung aufkommen zu lassen. Außerdem kommen beide auf einen ähnlichen Fall in der Vergangenheit zu sprechen. Ein Adliger namens Schwilow beabsichtigte eine junge Balletteuse zu heiraten. Waldemars Onkel unterstützte damals die Entscheidung des jungen Schwilows. Das Gespräch nimmt bei einigen Gläsern Wein seinen Lauf, und Papageno lässt von seiner Unentschlossenheit ab und ermutigt Waldemar, bei seinem Onkel vorzusprechen.
Zwölftes Kapitel: Waldemar, der durch das Gespräch mit Papageno motiviert ist, beschließt, untypisch für ihn, den Besuch bei seinem Onkel nicht aufzuschieben, sondern begibt sich unmittelbar danach zu ihm. Waldemar erzählt von seinen Absichten, und der Onkel ist schockiert. Dabei macht er ihm klar, dass, egal wie seine Meinung auch ausfallen werde, er bei seiner Absicht bleiben werde, Stine heiraten zu wollen und für ein neues, einfaches Leben nach Amerika auszuwandern. Der Onkel versagt ihm seine Zustimmung. Waldemar akzeptiert es, bleibt jedoch bei seiner Entscheidung. Er verlässt seines Onkels Wohnung.
Dreizehntes Kapitel: Graf Sarastro erkennt erst jetzt den Schaden, den er angerichtet hat: Er hat Waldemar an dem fraglichen Abend mitgenommen und ihn so mit Stine bekannt gemacht. Wenn das herauskommen sollte, würde alle Schuld auf ihn fallen. In einem Zwiegespräch mit sich selbst schiebt er Pauline die Hauptschuld an der ganzen Misere zu. Er ist der Meinung, sie habe Stine angestiftet, sich Waldemar zu erobern, um in die Familie einzuheiraten. Sogleich macht er sich auf zu Pauline und beschuldigt diese. Nach einem Streitgespräch mit ihr erkennt er jedoch, dass Stine reinen Gewissens ist und dass auch Pauline von Anfang an gegen diese Beziehung war. Beide beschließen, dem ein Ende zu machen, indem sie Stine unter einem Vorwand aus Berlin fortschaffen wollen.
Vierzehntes Kapitel: Pauline kennt Stines hilfsbereiten Charakter und will Stine mit Wandas Hilfe unter einem Vorwand aus der Stadt schaffen, um so Distanz zwischen den beiden Liebenden zu schaffen. Waldemar dagegen ist auf dem Weg zu Stine. Er will sie mit seinen Absichten, sie zu heiraten und mit ihr ein einfaches Leben in Amerika zu führen, überraschen. Stine jedoch, obwohl sie Waldemar liebt, weiß, dass sie beide keine gemeinsame Zukunft haben können, weil er zu schwach und kränklich für ein einfaches, arbeitsreiches Leben sei. Ferner erkennt Stine, dass das Verlangen nach den Vorzügen eines adligen Lebens Waldemar nach einiger Zeit voller Entbehrungen einholen wird. Das allein wird die Liebe zu Stine nie ausgleichen können, und die Beziehung wird scheitern. Waldemar fragt Stine ein letztes Mal, doch sie verweigert ihm ihre Zusage.
Fünfzehntes Kapitel: Dem Leser wird hier der schwache und träumerische Charakterzug Waldemars verdeutlicht, denn nach einigen gedanklichen Ausschweifungen und Sentimentalitäten beschließt Waldemar seinen Freitod. Er schreibt zwei Abschiedsbriefe. Einer ist an seinen Onkel gerichtet, in dem er ihn von aller Schuld freispricht, aber auch letzte Wünsche ausspricht. Der andere Brief geht an Stine. Er erkennt Stines Verhalten als richtig an und bittet sie, seiner immer zu gedenken und sich an die schönen Momente ihrer kurzen Beziehung zu erinnern.
Sechzehntes Kapitel: Beschreibung der Beerdigung Waldemars in Groß-Haldern. Stine ist auch dabei. Als sie nach Hause zurückkehrt, ist sie fiebrig und völlig mitgenommen. Pauline empfängt sie und spricht ihr aufmunternde Worte zu. Frau Polzin, die die ganzen Situation abermals interessiert mitverfolgt hat, antwortet ihrem Mann auf die Frage, wie es Stine geht: „Heil? Was heißt heil? Die wird nich wieder.“

## Protagonisten

### Ernestine (Stine) Rehbein
Wie bereits erwähnt mag der Buchtitel vermitteln, dass es sich bei Stine um die Protagonistin handelt. Fontane jedoch hatte sein Augenmerk, wie oft in anderen Werken und hier im Besonderen, auf die Nebencharaktere verwendet. Kurz nach Erscheinen der Buchausgabe schrieb Fontane in einen Brief an Theodor Wolff: „… Mir sind die Pittelkow und der alte Graf die Hauptpersonen, und ihre Porträtierung war mir wichtiger als die Geschichte.“
Doch was erfahren wir aus der Geschichte über Stine? Ein wichtiger Hinweis auf die Stellung der Person Stine im Roman ist, dass eine ausführliche Personenbeschreibung erst im achten Kapitel erfolgt.
Dennoch, schon vorher beschreibt Fontane ihr Erscheinungsbild wie folgt: „… aber ihr Haar war flachsgelb, und die Ränder der überaus freundlichen Augen zeigten sich leicht gerötet, was, aller sonst blühenden Erscheinung … doch auf eine zartere Gesundheit hinzudeuten schien.“ Weiter beschreibt er sie: „… während die jüngere Schwester [Stine] als Typus einer germanischen, wenn auch etwas angekränkelten Blondine gelten kann.“ Diesen Typus der tragischen Heldin, blond und blass im Äußerlichen, als Person moralisch unschuldig und mit reinem Gewissen, verwendete Fontane oft in seinen Romanen.
Das im Anschluss eher beiläufig geführte Gespräch mit ihrer Schwester über ihr Leben als Geliebte eines Grafen zeigt den moralistischen Standpunkt Stines in ersten Zügen. Vorwurfslos beantwortet Stine die Frage Paulines: „Doch wovon soll man am Ende leben?“ mit der schlichten Antwort: „Von Arbeit.“ Fontane gibt hier schon einen ersten Hinweis auf die reine Unschuld Stines, die sich im Laufe des Buches dem Leser öfter zeigen soll. So zum Beispiel während der Pittelkowschen Soiree. Obgleich auch in diesem wichtigen Abschnitt der Geschichte Stine nur als vernachlässigbare Hintergrundperson auftreten lässt – und das als Hauptperson der tragischen Liebesgeschichte und Namensträgerin des Buchtitels zugleich – spiegelt sich hier an einigen Stellen ihr Wesenszug wider. Gleich zu Beginn des Abends, bei der Vorstellung aller Beteiligten, ist Stine die einzige der drei Damen, die das Verletzende der Komödie herauszuhören in der Lage ist. Eine Komödie, in der der Graf eine Aneinanderreihung an herablassenden Intimitäten folgen lässt und somit einerseits eine auf den ersten Blick standesbedingte Überlegenheit zeigt, sich jedoch dadurch menschlich dem Leser degradiert. Lediglich Stine erkennt das Spiel; ein Hinweis auf eine bestehende und besonders ausgeprägte Abneigung gegenüber solchen Schauspielen.

Ihr unschuldiges Wesen muss selbst nach außen hin solch eine starke Strahlungskraft entfalten, dass sich sogar der redebegierige Graf Sarastro, der nicht müde wird, anzügliche Anspielungen den Abend lang von sich zu geben, nicht traut, das Gesprächsthema auf Stine zu lenken: „Beider Intimitäten [Sarastros und Papagenos] richteten sich ausschließlich an Wanda, weil sie vor den beiden Schwestern eine gewisse Scheu hatten, vor der älteren [Pauline] um ihres unberechenbaren Temperaments, vor der jüngeren [Stine] um ihrer Unschuld willen.“
Zeichnet Fontane Stine bis zu dem Abend nur relativ schemenhaft, widmet er sich ihr im achten Kapitel umso deutlicher. Noch bevor Waldemar seine Absichten kundtun kann, stellt sie ihre Meinung klar dar: „… und solch ein Leben, wie meine Schwester führt, verführt mich nicht; es schreckt mich bloß ab, und ich will mich lieber mein Leben lang quälen und im Spital sterben, als jeden Tag alte Herren um mich zu haben.“

Zu dieser menschlichen Idealisierung kommt außerdem noch ein weiterer Aspekt hinzu: Fontane schafft eine Kleinbürgerliche, die sich durch Genügsamkeit und Freude an kleinen Dingen und Gesten eine persönliche Zufriedenheit schafft. Stine spricht so offen und frei heraus von persönlichem Glück, dass es selbst Waldemar überrascht. Sie begründet ihr Glück folgendermaßen: „ich bin so gut dran wie gewöhnliche Menschen, die Gott schon danken, wenn ihnen nichts passiert.“
Fontane lässt Stine somit zwischen zwei Polen bis zum Ende hin und her pendeln: einerseits das Genügsame, Glückliche und moralisch Standhafte in ihr, aus dem sie eine Art der Stärke entwickeln kann, zeitgleich jedoch – vor allem in der äußerlichen Erscheinung – ein schwaches, blasses und leicht kränkliche Gemüt; eine Art körperliche Schwäche als Gegenpol zur menschlichen und geistigen Stärke. Ein Gegenüber, das sich am Ende der Geschichte erneut zeigt: Obwohl Stine geistige Stärke beweist, indem sie aus begründeten Befürchtungen Waldemars Heiratsangebot abweist – obwohl ihr Herz an ihm hängt –, geht ihr Waldemars Tod jedoch körperlich sehr nah. Sie kommt blass und fiebrig von der Beerdigung zu ihrer Schwester zurück, und die Vermieterin Polzin gibt dem Leser einen erschreckenden und zugleich deutlichen Ausblick: „Heil? Was heißt heil? Die [Stine] wird nich wieder.“

### Waldemar Haldern
Waldemar musste unter denkbar ungünstigen Bedingungen aufwachsen. Nachdem seine Mutter gestorben war, wuchs er bei einer Stiefmutter, die, frustriert von ihrer Heirat mit seinem Vater, ihn dieses spüren ließ. Sie hatte einst ein Liebesbillet von einem Großfürst erhalten und bildete sich nun ein, eine Missehe geschlossen zu haben, die sie zu einem öden Landleben in Gesellschaft des einfachen Landadels zwang. Diese Missstimmungen musste Waldemar erfahren. Vermutlich wurde als Folge der Vernachlässigung sein jüngerer Bruder, leiblicher Sohn seiner Stiefmutter, zudem noch bevorzugt. Auch sein Vater wollte um des Haussegens willen sich gegenüber seiner Frau nicht durchsetzen und Partei für seinen Sohn ergreifen. Folglich erzählte Stine ihrer Schwester: „… er hat so wenig Menschen gesehen und noch weniger kennengelernt. … aber wie Menschen sprechen, das hat er nicht gehört, das weiß er nicht recht.“ Waldemars Liebschaften, die bildende Erziehung bei einem langweiligen Hauslehrer und das Leben im Regiment, erlaubten ihm nie die Liebe und Menschlichkeit zu erfahren, die zu spüren er bei Stine das erste Mal in seinem Leben in der Lage war.
Dieser seelischen Verwundung folgte in seinem 19. Lebensjahr eine schwere Körperliche, die er sich als Dragoner im Deutsch-Französischen Krieg zuzog. Eine lange und kräftezehrende Genesung verhinderte eine Gesundung und so verstärkte sich sein kränkelnder Gesamtzustand.
Ob es Waldemars ureigenste Wesensart ist, beziehungsweise wie viel seine Vergangenheit Anteil daran hat, lässt sich nicht ausmachen, dennoch ist er ein Mensch der stark zum Romantisieren tendiert. „Ich sehne mich danach einen Baum zu pflanzen oder ein Volk Hühner aufsteigen oder auch bloß einen Bienenstock ausschwärmen zu sehen“ ist sein Wunsch, dem er Stine preisgibt, als er sie davon überzeugen will mit ihm ein neues Leben anzufangen. Ein Wunsch, der das harte Leben illusorisch darstellt und dessen harte Elemente ausblendet. Fontane bestärkt im weiteren Verlauf den bisher kennengelernten Charakter Waldemars und geht damit weit über eine realistische Darstellung hinaus, indem er seinen tragischen Helden mit romantischen Elementen versieht. Ein Element ist sicherlich die Wahl des zuspitzenden Moments von Waldemars Freitod.
Der große dunkle Schatten seiner Vergangenheit will auch im Moment kurz vor seinem Tod nicht von ihm lassen: Er kann sich nicht mit seinen Revolver töten, denn es erinnert ihn zu sehr an seine Kriegsverletzung: „Nein, ich erschrecke davor, trotzdem ich wohl fühle, daß es standesgemäßer und haldernscher wäre.“ Auf ironische Art und Weise zeigt Fontane, dass Waldemar nicht Kraft genug hat, einen standesgemäßen Tod zu wählen, und damit abermals Enttäuschungen seitens seiner Familie in Kauf nehmen muss.

### Pauline Pittelkow
„Es ist mir wichtig, daß meine Nebenfiguren immer die Hauptsache sind, in Stine nun schon gewiss, die Pittelkow ist mir als Figur viel wichtiger als die ganze Geschichte“, schrieb Fontane an Maximilian Harden. Fontanes Vorliebe für die Porträtierung des Berliners zeigt sich hier in aller Deutlichkeit: Er zeichnet eine Person, die eine Mischung aus überzogenem Temperament, direkter und rauer Redensart und oberflächlicher Geltungsschau ist, aber dennoch ein großes Stück Herzensgüte besitzt; eine mögliche Version einer zeitgenössischen Berlinerin eben.
Ihr Temperament wird dem Leser gleich am Anfang der Geschichte offengelegt. „Auch schien ein Zornausbruch … folgen zu wollen“, nachdem sie ihre Tochter zurechtweisen will. Ihr gegenüber zeigt sie auch später ihren rauen Ton: „Dumme Jöhre! Wenn ich dir rufe, kommste. Verstehste?“ Vor ihrer flinken und aufbrausenden Zunge muss sogar der Graf Sarastro ausweichen, der eigentlich Gefallen an dem Necken seiner Geliebten findet. Er unterlässt im Laufe des Abends bei der Pittelkow weitere Anspielungen, weil er ahnt, dass jedes weitere unanständige Wort Pauline erneut zum Aufbrausen bringen könnte.
Kunstverstand kann man Pauline gewiss nicht zuschreiben und dennoch lässt sie ihr Zimmer mit künstlerischem „Kram“ schmücken: Zwei schlecht kolorierte Lithographien (Entenjagd und Tellskapelle), sowie ein nachgedunkeltes Ölporträt irgendeines unbekannten Bischofs, zwei jämmerliche Gipsfiguren in polnischer Tracht und einige prachtvoll gebundene, gehaltvolle Bücher von David Hume und Friedrich dem Großen (die sie vermutlich nur wegen des Aussehens, statt des Inhaltes, angeschafft hat), daneben ein Stapel Berliner Pfennigmagazine. Das alles ist in solch grotesker Weise ausgesucht und angeordnet, sodass dem Leser ihr Hang zur Selbstdarstellung sofort klar werden muss. Eine Selbstdarstellung ihres vermeintlichen Kunstverstandes in dieser Situation, oder, an anderer Stelle, eine Selbstdarstellung ihrer Person selbst: „Sie weiß, daß sie immer noch hübsch ist, und hat Eitelkeit und Gefallen, wovon ich [Stine] sie [Pauline] nicht freisprechen kann, eine sie beständig quälende Lust, die Männer in Verwunderung zu setzen, bloß um sie hinterher auszulachen.“
Letztendlich, was doch im Kern ihres Wesens übrig bleibt, ist ihre gute Seele, die sich vor allem denjenigen Menschen zeigt, die ihr ans Herz gewachsen sind. Das zeigt sich deutlich in ihrer Vergangenheit: Zwar hat sie sich und ihr erstes Kind aus einer üblichen Verführungsgeschichte mit einem ihr unwichtigen Adligen mit einer „hübschen Geldsumme“ herausgekauft. Als sie jedoch ihren Ehemann heiratete und er zu kränkeln begann, pflegte sie ihn mit allem was sie hatte (mit zum letzten Notgroschen) bis zu seinem Tod.

Auch Stine erkennt Paulines liebenswerte Art ihr gegenüber: „Sie liebt mich und ist seelengut zu mir.“
So versucht Fontane seine Berliner Gestalt zu porträtieren, zwischen Schuld und Unschuld, hartem Tonfall und Herzensgüte, persönlicher Selbstdarstellung und echter Zuneigung, die im Vergleich zu anderen ähnlichen Gestalten mehr Kolorit gewinnen kann.

### Graf Sarastro
Was Pauline ihr berlinerisches Kolorit, ist dem Grafen Sarastro sein adliges. So hat Fontane in diesem Buch einen adligen Protagonisten geschaffen, der seine Arroganz, und wie er sich über das Kleinbürgerliche stellt, so deutlich und direkt zur Schau stellt wie kaum ein anderer seiner ähnlichen Protagonisten zuvor. Der Lebensretter in Paulines Not weiß sie gekonnt in ihrer Abhängigkeit zu fesseln und nutzt dieses schamlos aus. So spielt er sein perfides Spiel mit ihr, wann er will, wo er will und ganz besonders wie er will, ohne dabei auf Paulines Selbstwertgefühl ihr selbst und den anderen gegenüber zu achten.
Zu Beginn der Geschichte erhält Pauline einen Brief beziehungsweise eine Selbsteinladung des Grafen, der sich für diesen Abend ankündigt und organisatorische Punkte vorschreibt. Das kommentiert Pauline spöttisch: „Alter Ekel. Immer verquer.“
In seiner Sprache gekonnt spielerisch, in seinen Aussagen vulgär, zeigt er bei Tisch sein Ich. Die ganze Zusammenkunft ist ein Spiel für ihn, eine persönliche Unterhaltung und die Damen sein Spielzeug, mit dem er nach Lust und Laune verfahren möchte. Er genießt es, in anzüglichen Anspielungen zu sprechen, und jeden seiner Sätze begleitet ein Hauch von Zynismus. So lässt er Pauline mit dem Ausruf „es lebe meine Mohrenkönigin, meine Königin der Nacht“ hochleben und gibt einerseits seine Geringschätzung wieder und degradiert anderseits ihre Person den anderen gegenüber. Doch gibt es Umstände, die seiner Impertinenz Einhalt gebieten können: Paulines Temperament und Stines Unschuld. Das hält ihn jedoch nicht auf, die Intimitäten auf die darauf einsteigende Freundin Paulines zu richten.
Zeigt Fontane in der ersten Hälfte der Geschichte die standesbedingte Seite des Grafen, kommt er später auf sein anderes, in seinen realistischen Romanen häufig verwendetes Motiv zu sprechen: die Divergenz des Gesprochenen zum Handeln, der Unterschied zwischen der moralisierenden Sprache und unmoralischem Tun. Baron Papageno bemerkt, „daß er ein absolut unberechenbar Herr ist und sich aus lauter Widersprüchen zusammensetzt.“ Seine Meinungen können von einem Extrem ins Andere umschlagen: „Er steckt … über allen Ohren in Dünkel und Standesvorurteilen, und doch ist es gut möglich, daß er sie küßt und umarmt …“ prophezeit Baron Papageno Waldemar die mögliche Reaktion des Onkels auf die Heirat mit der kleinbürgerlichen Stine. Und obwohl Graf Sarastro bei einem ähnlichen Fall (Heirat eines Adligen mit einer Balletteuse) als Einziger die Partei für den Gescholtenen ergriff, erkennt Waldemar dennoch: „Was für die Schwilows gilt, gilt darum noch nicht für die Halderns“, beziehungsweise verallgemeinernd: „… je freier in der Theorie, desto befangener in der Praxis, desto enger und ängstlicher in der Anwendung auf das eigne Ich.“ Waldemar soll recht behalten.

## Schauplatz Invalidenstraße – Bedeutung für den Roman

Kartenausschnitt der Invalidenstraße in Berlin zur Zeit Fontanes

Fontane schrieb an Paul Schlenther: … weil es eine angekränkelte Sentimentalwelt ist, in die sie [Stine], durch ihre Bekanntschaft mit Waldemar, hineinversetzt wird. Und so wird die Sentimentalsprache zur Natürlichkeitssprache, weil das Stück Natur, das hier gegeben wird, eben eine kränkliche Natur ist. Die Invalidenstraße bietet diese kränkelnde Natur und färbt sich auf den Gesundheitszustand einiger Charaktere mehr oder minder ab: minder bei Stine, dennoch umso eher bei Waldemar.
Fontane wählt mit der Invalidenstraße einen Schauplatz, der aus einem Mix von verschiedensten Gebäuden und städtischen Anlagen besteht. Sie ist das Abbild einer wild gewachsenen Stadt, die zu einem großen Teil zur Zeit der Industrialisierung entstanden ist. An ihr liegen die Fernbahnhöfe Lehrter Bahnhof, Stettiner Bahnhof und Hamburger Bahnhof, sowie der Invalidenfriedhof mit Gräbern bedeutender Militärs (Scharnhorst etc.). In unmittelbarer Nähe liegen einige Exerzierplätze (Wandas Nachname ist nach einem Exerzierplatz benannt) samt Kasernen, ferner ein Gefängnis. Zu den etlichen Wohnhäusern reihen sich zudem einige Maschinenbaufabriken.

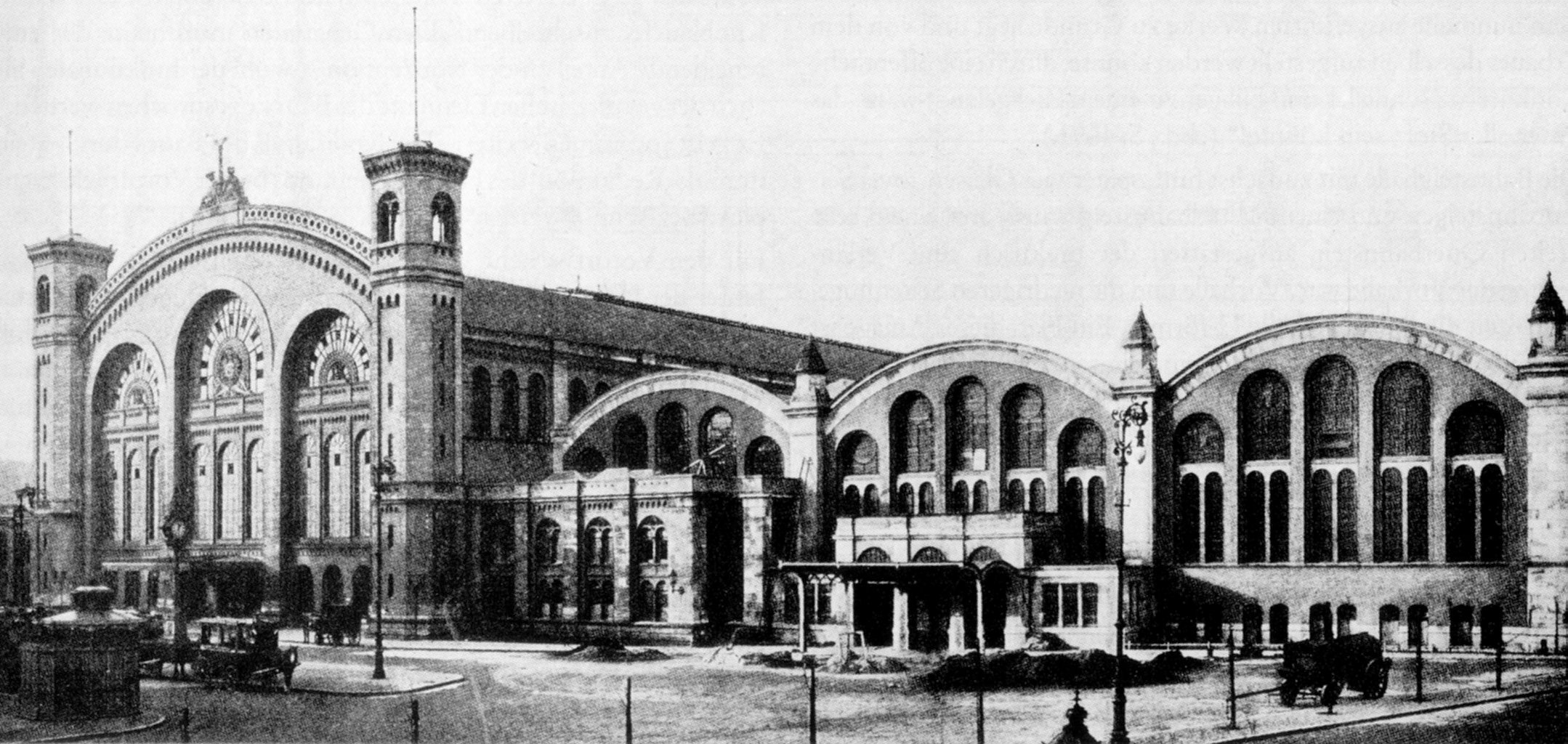
Der Stettiner Bahnhof an der Invalidenstraße 1903

Einige dieser Stadtelemente können dem Leser einen Hinweis auf den tragischen Ausgang Waldemars bieten. So zum Beispiel der Invalidenfriedhof, der lediglich den in Kriegen verstorbenen Militärs vorbehalten ist. Waldemar wurde im Krieg verwundet und, obwohl er nicht an seinen schweren Verletzungen starb, konnte er nie wirklich genesen.
 Ferner wird auch der an die Invalidenstraße angrenzende Invalidenpark mit einem Denkmal erwähnt, das Seeleuten des Schiffes „Amazone“ gewidmet wurde, die in einem Sturm in der Nordsee ertranken. Waldemar bedenkt später: „Hundert oder mehr, und ich habe mal ihre Namen gelesen. Es ist rührend; lauter junger Leute.“ Waldemar selbst ist ebenso noch verhältnismäßig jung.
Ein eher unwichtiger Charakter in der Geschichte, Paulines älteres Kind Olga, läuft zu Anfang entlang der die Invalidenstraße kreuzende Chausseestraße und beobachtet eine Beerdigung in dieser kirchhofreichen Gegend. Dieser folgt ein weiterer Trauermarsch und dann ein dritter, so dass Olga nicht mehr weiß, welcher Trauermusik sie nun zuhören soll. Am Ende der Geschichte besucht Stine Waldemars Begräbnis.

## Stine – ein realistischer Roman?
Fontane greift auch in diesem Roman dieselben Motive auf, die er schon in seinen Vorgängern Irrungen, Wirrungen und Cécile verwendete. Er zeigt die innere, brüchige Welt des Adels auf – vermittelt durch Handlung und Sprache – die der Adel nach außen hin propagiert aber im Inneren nicht lebt. Doch er setzt mit dem Aufzeigen der brüchigen Normen aber auch der tödlichen Enge des adligen Lebens nicht einfach seine schriftstellerische Arbeit fort, sondern er vermittelt seine Kritik diesmal deutlicher und unverfrorener.
Fontane verwendet demnach viele realistische Elemente in seinem Roman, ohne jedoch dieses konsequent durchzusetzen. Denn es finden sich romantisierende Momente wieder, die bis dahin in seinen Berliner Stadtgeschichten in dieser offensichtlichen Verwendung nicht vorkamen.

Das zeigt sich deutlich in dem Lebenslauf Waldemars. Er hatte ein durchweg hartes Leben erfahren müssen, ohne jemals Menschlichkeit und Liebe kennen gelernt zu haben. Betrachtet man die gesamten Rückschläge und Enttäuschungen und zählt sie zusammen, so erfährt der Leser ein Bild eines Adligen, dessen schmerzliche Momente sehr zahlreich sind, vielleicht ein wenig zu zahlreich: eine Stiefmutter, die ihn verabscheute, ein Vater, der nicht für seinen Sohn einstehen wollte, ein Hauslehrer, der ihn ständig mit Geboten und Bibelsprüchen quälte, Kameraden in seiner Zeit im Regiment, die nie zu wahren Freunden wurden, eine schwere Verwundung und eine Genesung mit schweren körperlichen Nachwirkungen. Zudem keine Momente, in denen er je Liebe und Menschlichkeit erfahren durfte.

Aus der schriftstellerischen Überhöhung seines Unglücks folgt ein Charakter, der schwach ist und sein Leben bedauert. Er träumt von einem neuen Anfang in weiter Ferne und glaubt mit Stine eine Frau gefunden zu haben, mit der er weit weg ein einfaches, aber glückliches Leben führen kann, ohne dabei die Schwierigkeiten, die auch bedingt durch seinen schlechten Gesundheitszustand zwangsläufig auftreten, zu bedenken. Er idealisiert.

Auch unüblich für die realistischen Werke Fontanes, wählt er für Waldemar ein sehr tragisches Ende aus. Waldemars Selbstmord passt zwar gut zu seinem Wesen und gibt seiner Darstellung einen logischen und konsequenten Schluss, jedoch nicht der Darstellung seiner realistischen Sujets.
In seinen Romanen verband Fontane häufig seine Protagonisten mit reellen Personen und ließ sich durch ihre Lebensgeschichten inspirieren. Das ist bei „Stine“, so weit man es heute beurteilen kann, nicht der Fall. Weder ein lebensechtes Pendant für Stine noch für Waldemar sind bekannt. Und so entspringen die Protagonisten aus der reinen Vorstellung Fontanes, von denen sogar einige – was Fontane selbst als passende Ulkereien bezeichnete – Namen erhalten, die aus der Zauberflöte entstammen: der Graf und der Baron. Damit schafft zwar Fontane die beiden Personen allein durch die Namenswahl erfolgreich dem Leser der Unglaubwürdigkeit und ein wenig der Lächerlichkeit preiszugeben, er entfernt sich jedoch ein Stück weit von einer realistischen und lebensnahen Abbildung der Charaktere.
„Stine“ weist gewiss viele realistische Motive auf, Fontane ist aber in diesem Werk nicht stringent und weicht seinen Vorgängern ein wenig ab. Es ist, wie Fontane an Theodor Wolff schreibt: „es ist so hinsichtlich der Mischung von Romantischem und Realistischem.“

## „Stines“ Bedeutung für den Schriftsteller Fontane
Fontane schloss mit diesem Buch das Kapitel der Berliner Novellenschreiberei samt Mesalliancen, das er mit Cécile aufschlug und mit Irrungen, Wirrungen fortsetzte, ab. Am Ende entstand ein Roman, der zwar dieselben Motive wie seine Vorgänger verwandt, diese aber deutlicher betonte und somit mit seiner Kritik offener umging. Ein Grund dafür, weshalb dieser Roman so heftig wie sein Vorgänger kritisiert wurde und lange in den Schubladen blieb. Zwar bemerkte er, „bei Lichte besehen, ist es noch harmloser als „Irrungen, Wirrungen“, denn es kommt noch nicht einmal eine Landpartie mit Nachtquartier vor. Und darauf läuft doch die eigentliche Untat hinaus!“, aber es war nicht nur die Landpartie samt Nachtquartier allein, die bei dem Irrungen, Wirrungen für soviel Erregung sorgte. Die moralische Erhabenheit des Kleinbürgertums und das brüchige Wertesystem des Adels, das Fontane in seinem Nachfolger thematisierte, war ebenso provozierend. Und in dieser Tendenz schrieb er „Stine“, eben nur viel beherzter und offensichtlicher.
Fontane schuf mit „Stine“ ein sehr stringentes Buch, ohne viel Umschweife und Ausritte in Nebengeschehnissen. Jedes Kapitel bringt die Geschichte entscheidend voran und die Charaktere werden ausreichend beschrieben. Und genau darin lag ein weiterer Kritikpunkt.

„Stine“ musste sich aus bereits erwähnten Gründen dem Vergleich mit „Irrungen, Wirrungen“ stellen und konnte folglich der Stringenz wegen des Vergleiches nicht standhalten. Markante Szenen, wie die Landpartie, die der Atmosphäre aber auch der Liebesgeschichte von Lene und Botho ungemeinen Aufschub verleiteten, kamen nicht vor und zusätzliche Szenen, die die Charaktere deutlicher und detaillierter hätten porträtieren können, waren nicht vorhanden.
Vor allem Stine konnte gegen Lene nicht bestehen, gerade ihres nicht so starken und liebreizenden Charakters wegen. Aber auch nur, weil Fontane stets seine Personen in ihren zuständigen Sprachen sprechen lassen wollte. „Und nun spricht diese Stine im Stine-Stil statt im Lene-Stil. Warum? Ich denke mir, weil es eine angekränkelte Sentimentalwelt ist, in die sie, durch die Bekanntschaft mit Waldemar, hineinversetzt wird.“ Und gerade das ließ sie nicht so stark, nicht so liebreizend, wie Lene erscheinen.
Vermutlich machte der Roman Fontane wenig Freude, gerade weil ihn lange Zeit niemand veröffentlichen wollte. Dabei war er nicht zu vermessen, um nicht einsehen zu wollen, dass seine Geschichte auch einige Schwachpunkte aufwies. In einem Brief an Paul Schlenther schrieb Fontane: „… es ist auch gar nicht nötig, daß einem ein Ding in allen Teilen glückt. Es ist nur wünschenswert.“ Und dennoch: „Geht dieser Wunsch aber nicht in Erfüllung, und dies ist die Regel, und selbst die Großen und Größten sind diesem Gesetz unterworfen, so muß man schon zufrieden sein, wenn dem mühe- und liebevoll Geschaffenen die Existenzberichtigung zugesprochen wird. Das ist schon sehr viel, und dies habe ich ja auch mit meiner Stine erreicht.“ Und das hat er allemal.

Fontane schuf ein Werk, dessen Liebesgeschichte weit hinter vielen anderen zurückstecken muss und auch die romantischen Elemente dieser Geschichte nehmen dem Ganzen ein wenig die Glaubwürdigkeit, dafür aber schafft er mit Stine ein lebensnahes und wahrscheinlicheres Abbild einer Kleinbürgerlichen. Und auch die vermeintlichen Nebenfiguren zeichnen sich durch sehr viele Liebe zum Detail aus: Die Pittelkow, die besonders durch ihre Sprache positiv auffällt und Graf Sarastro, der wie kaum ein anderer Adliger in Fontanes Geschichten, das Herablassende und Verlogene so deutlich zeigt.

## Ausgaben
- Theodor Fontane: Stine. Hrsg. von Christine Hehle. Berlin 2000 (Große Brandenburger Ausgabe, Das erzählerische Werk, Bd. 11)

## Verfilmungen
Bis jetzt wurde Stine dreimal verfilmt:
1. „Das alte Lied“, Deutschland 1945
Literarische Vorlagen: „Stine“; „Irrungen, Wirrungen“
Regie: Fritz Peter Buch
Drehbuch: Gerhard T. Buchholz, Fritz Peter Buch
Darsteller: Winnie Markus (Stine), Ernst von Klipstein (Graf Haldern), Lotte Koch, Grethe Weiser, Hannes Kappler (Franke)
2. „Stine“, BRD / ZDF 1967
Regie: Wilm ten Haaf
Drehbuch: Traugott Krischke
Darsteller: Ilse Ritter (Stine), Maria Körber (Pauline Pittelkow), Richard Rüdiger (Waldemar von Haldern)
3. „Stine“, DDR / Fernsehen der DDR 1979
Regie: Thomas Langhoff
Drehbuch: Thomas Langhoff, Annelore Habeck (Szenarium)
Darsteller: Simone Frost (Stine), Matthias Günther (Waldemar), Jutta Wachowiak (Pauline), Albert Hetterle (Graf von Haldern), Heide Kipp (Wanda), Käthe Reichel (Frau Polzin), Fritz Marquardt (Herr Polzin)

## Schriften Fontanes
- Theodor Fontane: Stine. Mit einem Nachwort, herausgegeben von Helmuth Nürnberger. dtv, 2005
- Theodor Fontane: Irrungen, Wirrungen. Mit einem Nachwort, herausgegeben von Helmuth Nürnberger. dtv, 1998
- Theodor Fontane: Werke, Schriften, Briefe Abt. 4, 5 Bde. Briefe. Carl Hanser, 1980